# CD SP66

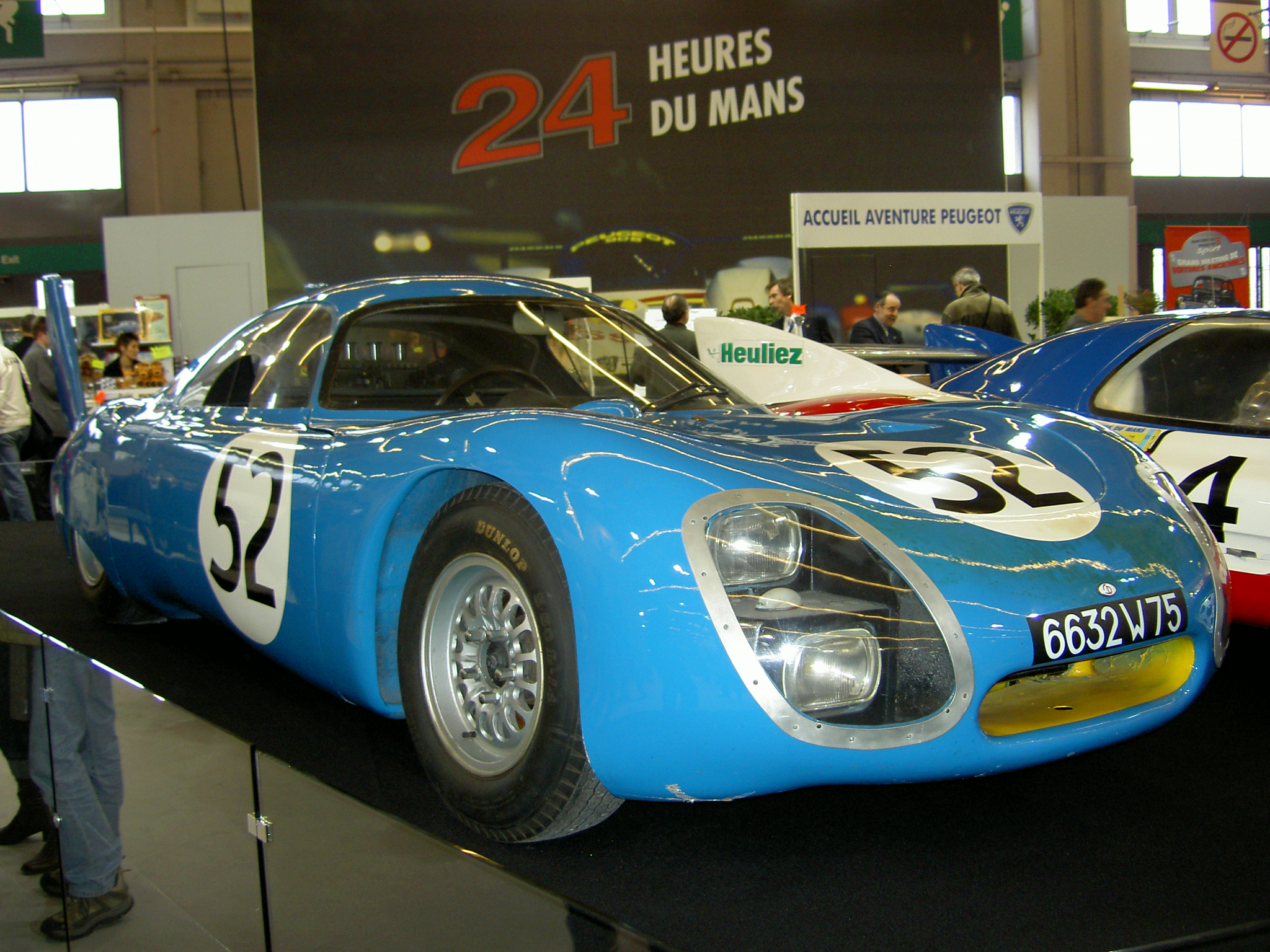
Der CD SP66

Der CD SP266, auch C.D. SP266 war ein Sportwagen-Prototyp, der 1966 und 1967 bei Sportwagenrennen zum Einsatz kam. 

## Entwicklungsgeschichte
Nach seiner Trennung von René Bonnet gründete Charles Deutsch 1962 ein eigenes Automobilunternehmen. Die SECA-CD konzentrierte sich auf die Entwicklung von Sportwagen in kleiner Stückzahl. Nachdem die Fahrzeuge zu Beginn der 1960er-Jahre mit Panhard-Motoren ausgestattet wurden, entwickelte man 1966 ein Fahrzeug mit Peugeot-Motor. Mit Deutsch verließ auch der Fahrzeugdesigner und Aerodynamiker Robert Choulet Deutsch & Bonnet und konstruierte einen neuen Prototyp, der vor allem beim 24-Stunden-Rennen von Le Mans zum Einsatz kommen sollte.
Der CD SP66 hatte eine extrem aerodynamische, runde Form, mit zwei stehenden Heckfinnen und abgedeckten hinteren Radkästen. Obwohl der Wagen mit einem 1,2-Liter-4-Zylinder-Reihenmotor von Peugeot einen eher hubraumschwachen Motor hatte, erreichte der Wagen auf der Geraden fast 300 km/h Endgeschwindigkeit. Das Fahrzeug erhielt zwei unterschiedliche Fahrwerke, wobei vor allem die Long-Tail-Version auf den schnellen Strecken zum Einsatz kam. 

## Renngeschichte
Sein Debüt gab der Wagen beim 24-Stunden-Rennen von Le Mans 1966. Drei SP66 waren am Start, keiner erreichte das Ziel. Die Besatzungen Claude Laurent/Jean-Claude Ogier (Startnummer 51) und Johnny Rives/Georges Héligoin (Startnummer 53) hatten jeweils Unfälle. Der Wagen mit der Nummer 52, gefahren von Pierre Lelong und Alain Bertaut fiel mit Kupplungsschaden aus. 1967 kam Deutsch mit zwei überarbeiteten SP66, die jetzt als SP66C bezeichnet wurden, nach Le Mans. Wieder fielen beide Wagen aus. Claude Ballot-Léna und Denis Dayan scheiterten an einem überhitzten Zylinder, der zweite Wagen – wo wieder Alain Bertaut am Steuer saß – fiel mit einem Schaden an der Kraftübertragung aus. So blieb der sechste Rang von Bertaut beim Coupé de Salon 1966 in Montlhéry die beste Platzierung für einen SP66.
Aus finanziellen Gründen wurde das Konzept nicht weiterverfolgt. Choulet wechselte zu Matra und baute dort den MS640, der eine Weiterentwicklung des SP66 war.